# Irmandade da Santa Casa da Misericórdia da Calheta
A Irmandade da Santa Casa da Misericórdia da Calheta é uma das mais antigas irmandades da Misericórdia portuguesas fundada na localidade da Calheta, ilha de São Jorge, arquipélago dos Açores.
Esta instituição encontra-se instalada num edifício de arquitectura erudita, mandado construir em meados do Século XIX pela família Bettencourt. Este edificio apresenta-se com uma sólida fachada voltada à vila da Calheta destacando-se na paisagem da vila, possui uma torre edificada em madeira. Os muros e as ameias da mesma só foram construídos por volta de 1915. Foi vendido à Santa Casa de Misericórdia da Calheta em 1931.